# John Bryce Weddle
John Paul Bryce Weddle (Edimburgo, Escocia, Reino Unido, 1817-Biarritz, Francia, 9 de marzo de 1888) fue un empresario británico asentado en el Perú.

## Biografía
John Bryce Weddle nació en Edimburgo en 1817, como hijo de Francis Bryce y Mary Weddle. Emigró al Perú e ingresó al Almacén de Artículos Navales, propiedad de Pedro de Vivero. Bryce se casaría con la hija de De Vivero, Gertrudis María de los Dolores de Vivero (Lima, 16 de noviembre de 1824 - París, 1895). Entre sus hijos estarían:
- John Pablo Bryce (1846-1895), fue sheriff de Devon y se casó con María de las Mercedes González de Candamo e Iriarte (1849-1929), hermana de Manuel Candamo e Iriarte, que llegaría a ser Presidente de la República del Perú. Entre su descendencia estarían Alexandra Hamilton, duquesa de Abercorn, Natalia Grosvenor, duquesa de Westminster, y David Mountbatten, marqués de Milford-Haven, pariente de la Familia Real Británica.
- Luis Nicasio Bryce (1847-1909), se casó con Grimanesa Victoria Natividad Cotes de Althaus, nieta del barón Clemente de Althaus von Hessen y sobrina de la escritora Flora Tristán, con la que tuvo seis hijos. Sería Ministro de Hacienda de Andrés Avelino Cáceres.

Su hermano, Francis Bryce, quien también se asentaría en el Perú, se casó con Clementina López-Aldana, teniendo dos hijos. Uno de ellos, Ramón Bryce, sería abuelo del reconocido escritor Alfredo Bryce Echenique y del arquitecto José García Bryce.
Después de heredar el negocio de su suegro, la empresa adoptó el nombre de John Bryce & Co., en la que también participaría su hermano, Francis. La Bryce & Co. se encargaba de proveer suministros a la Armada Peruana y realizaba importantes negocios en los Estados Unidos, siendo una de las más importantes casas comerciales del Perú. Sería esta empresa la que realizaría negocios con William Russell Grace, quien la potenciaría y se haría socio de ella. La empresa cambiaría primero su nombre a Bryce, Grace & Co., teniendo como socios al mismo Bryce, a su hermano, Francis, y a William Russell y Michael P. Grace. Los Bryce dejarían la administración de la empresa y, para 1876, la empresa adoptaría el nombre de Grace Brothers & Co.. Finalmente, la empresa sería conocida como W. R. Grace and Company, convirtiéndose en una de las más importantes multinacionales y en el Perú se conocería el nombre de Casa Grace, dueños de la Grace Line y de PANAGRA (Pan American Grace Airways). La familia Grace firmaría el famoso Contrato Grace con el gobierno a cambio de la entrega de la administración de sus ferrocarriles por 66 años, entre otras concesiones.
Bryce fundaría un banco en Inglaterra, el General South American Co., que se liquidaría en febrero de 1875. Moriría en 1888 en Biarritz (Francia), país en el que había adquirido un hotel.
- Datos: Q5933120